# Fragaria viridis
Fragaria viridis és una espècie de maduixa nativa d'Europa i el centre d'Àsia.

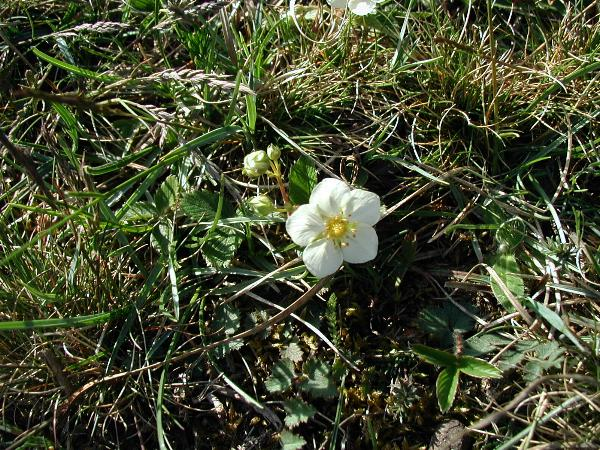
Flor

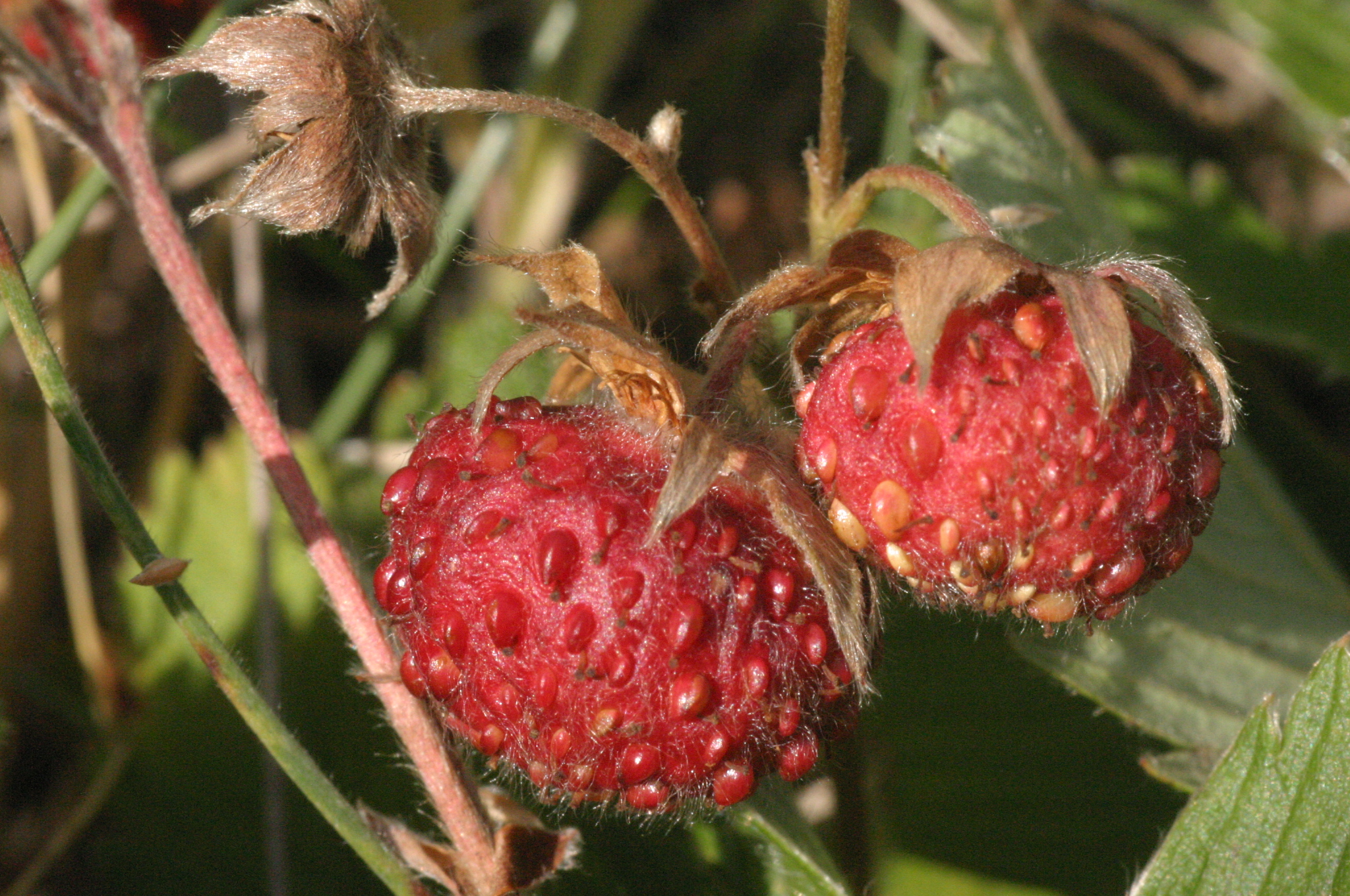
Fruit

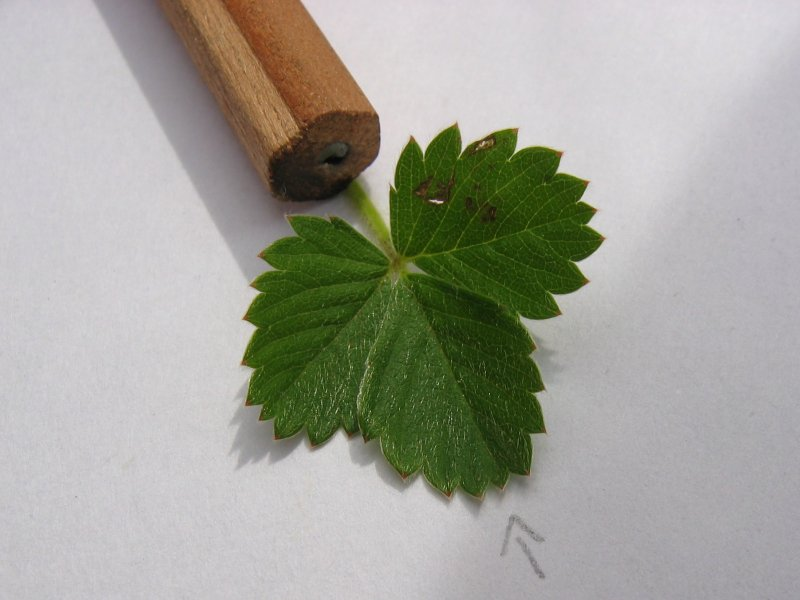
Fulla

## Descripció
Té baies molt petites amb bon gust. Tenen molt poc de l'aroma habitual de la maduixa, però una aciditat refrescant, i, a vegades maduren sense arribar a ser vermelles. Quan és tret de la planta, el calze en general adhereix i se separa amb un cruiximent notable.
Totes les maduixes tenen una base haploides de 7 cromosomes. Fragaria viridis és diploide, que té 2 parells d'aquests cromosomes per a un total de 14 cromosomes.

## Taxonomia
Fragaria viridis va ser descrita per Antoine Nicolas Duchesne i publicat el Histoire Naturelle donis Fraisiers 135. 1766.
Etimologia
Fragaria: nom genèric que prové del llatí fraga, "fraga, fraula o maduixa", que es deriva de fragum, "fragant", on es refereix a la fragància de la fruita.
viridis: epítet llatí que significa "verd".
Sinonímia
- Dactylophyllum ehrharti Spenn.
- Fragaria bargea Poit. & Turpin
- Fragaria bifera Duchesne
- Fragaria bifera (Duchesne ex Sm.) Duchesne ex Steud.
- Fragaria breslingea Duchesne ex Ser.'
- Fragaria calycina Loisel.
- Fragaria campana Poit. & Turpin
- Fragaria × cerino-alba Jord. & Fourr.
- Fragaria collina Ehrh.
- Fragaria collivaga Jord. & Fourr.
- Fragaria consobrina Jord. & Fourr.
- Fragaria drymophila Jord. & Fourr.
- Fragaria dumetorum Jord.
- Fragaria grandiflora Thuill.
- Fragaria heterophila Poit. & Turpin
- Fragaria hispida Duchesne
- Fragaria majaufea Duchesne ex Ser.
- Fragaria nigra Duchesne
- Fragaria nigra (Duchesne ex Sm.) Duchesne ex Steud.
- Fragaria pendula Duchesne
- Fragaria pendula (Weston) Duchesne ex Steud.
- Fragaria pistillaris Poit. & Turpin
- Fragaria pratensis L. ex Duchesne	'
- Fragaria rubricaulis Jord. & Fourr.
- Fragaria silvulicola Jord. & Fourr.
- Fragaria soyeriana Jord. & Fourr.
- Fragaria suecica Jord. & Fourr.
- Fragaria thomasiana Jord. & Fourr.
- Fragaria vesca var. pratensis L.'
- Fragaria vesca var. viridis (Duchesne) Fiori
- Fragaria vesca subsp. viridis (Weston) Rivas Goday & Borja
- Fragaria zapateriana Pau
- Potentilla viridis (Duchesne) Prantl
- Potentilla zapateriana (Pau) T.Durand & B.D.Jacks.[6]